# 65658 Gurnikovskaya
A 65658 Gurnikovskaya (ideiglenes jelöléssel 1982 UA6) a Naprendszer kisbolygóövében található aszteroida. Ljudmila Georgijevna Karacskina fedezte fel 1982. október 20-án.